# 岩井寿史
岩井 寿史（いわい ひさし、1955年 - 2020年10月13日）は、日本の陸上競技選手である。専門は十種競技。群馬県出身。1970年代後半から1980年代前半にかけて活躍し、アジアの鉄人と呼ばれた。

## 経歴
群馬県立富岡高等学校、順天堂大学を卒業。1977年、日本選手権で7207点をマークして優勝。1978年（昭和53年）、日本選手権を7184点で制し、アジア大会代表に選出。タイ・バンコクで開催された第8回アジア大会陸上競技男子十種競技に日本代表として出場し、当時の世界でトップレベルだった中国、インドの選手を退け、7003点をマークし、優勝した。
2020年10月13日に逝去。

## アジア大会優勝秘話
棒高跳の競技中に右足かかとを骨折し、まともに競技ができる状態ではなかったが、痛み止めの注射を打ち、精神力で残りの競技を行った。最終種目の1500mを終えると、自力では立てない状態であったという。この岩井のファイトに、バンコクの観衆は大歓声で応えたという。引退後は群馬県公立高校教員となる。
教員になってからは主に陸上競技の指導にあたり、生徒に限らず近隣の大学生の指導も行った。端正な顔立ちとサイボーグのような体型と身体能力を持ち合わせ多くの生徒や若者に慕われていた。
30代当時の愛車はスズキガンマであった。